# Romeyer
Romeyer är en kommun i departementet Drôme i regionen Auvergne-Rhône-Alpes i sydöstra Frankrike. Kommunen ligger i kantonen Die som tillhör arrondissementet Die. År 2022 hade Romeyer 231 invånare.

## Befolkningsutveckling
Antalet invånare i kommunen Romeyer
Referens:INSEE